# Apostolicam Actuositatem
Apostolicam Actuositatem (in lingua italiana L'attività apostolica) è un decreto del Concilio Vaticano II sull'apostolato dei laici.
Approvato con 2 340 voti favorevoli e 2 contrari dai vescovi riuniti in Concilio, fu promulgato dal papa Paolo VI il 18 novembre 1965.
Il titolo Apostolicam Actuositatem deriva dalle prime parole del decreto stesso.
Il decreto Apostolicam Actuositatem riconosce l'importanza del laicato all'interno della Chiesa cattolica e tratta la vocazione dei laici all'adempimento della missione apostolica della Chiesa, nell'evangelizzazione e nella santificazione dell'umanità.

## Contenuto
- Proemio
- Capitolo I - La vocazione dei laici all'apostolato
- Capitolo II - I fini dell'apostolato dei laici
- Capitolo III - Vari campi di apostolato
- Capitolo IV - Vari modi di apostolato
- Capitolo V - L'ordine da osservare nell'apostolato
- Capitolo VI - La formazione all'apostolato
- Esortazione finale